# Celebration Day
Celebration Day è un film concerto del 2012 diretto da Dick Carruthers e incentrato sul concerto tenuto dai Led Zeppelin il 10 dicembre 2007 presso l'O2 Arena di Londra. Il batterista John Bonham, morto nel 1980, venne sostituito dal figlio Jason. Ne venne tratto anche un album discografico omonimo.
Il film è stato proiettato nelle sale di tutto il mondo per un solo giorno, il 17 ottobre 2012, come un evento unico. Visto il grande successo riscosso dall'iniziativa, l'evento è stato replicato il 29 ottobre 2012.
Nelle 250 sale, distribuite in 180 cinema italiani, dove è stato proiettato sono arrivati complessivamente 48.000 spettatori, risultando il film più visto della giornata.
Il 10 dicembre 2012 alle 23:45, il concerto è stato trasmesso su Italia 1 in versione ridotta, i brani sono stati infatti portati da 16 a 8.

## Registrazione ed organizzazione del concerto
Nel 2007, si tenne un concerto di beneficenza per commemorare lo storico patron dell'Atlantic Records Ahmet Ertegün (all'epoca da poco deceduto) al quale parteciparono i Led Zeppelin, riunitisi eccezionalmente per l'occasione, come attrazione principale. La band suonò molti dei loro successi più celebri davanti ad una folla entusiasta e registrando l'esibizione in maniera professionale con l'ausilio di 16 telecamere, con l'intenzione di pubblicare un DVD dello show. All'epoca si vociferò che le registrazioni sarebbero state pubblicate nell'imminenza, ma l'anno seguente, Jimmy Page disse che la pubblicazione non era sicura e che i nastri necessitavano comunque di un forte procedimento di missaggio per essere vendibili. Ancora nel 2010, Page non era certo della pubblicazione dell'album. Il 9 settembre 2012, la band aggiornò la propria pagina Facebook, dando ad intendere come il tempo della pubblicazione fosse ormai giunto. Altri dettagli seguirono nei giorni seguenti, e il 13 settembre giunse la notizia che il filmato dello show sarebbe arrivato nei cinema il 17 ottobre, mentre il DVD distribuito nei negozi il 19 novembre 2012.

## Accoglienza
L'esibizione è stata accolta con ottime recensioni dalla stampa specializzata. Il New Musical Express scrisse che «lo show dimostrava quanto i Led Zeppelin sapessero ancora esibirsi mantenendo il livello qualitativo di un tempo che aveva creato la loro reputazione leggendaria». Sasha Frere-Jones di The New Yorker opinò che «i concerti fallimentari degli anni ottanta e novanta sono stati soppiantati da un trionfo e il gruppo dovrebbe essere contento di aver reso fiero Ertegun con una tale performance grintosa».
Il film ricavato dal concerto ebbe anch'esso ampie lodi da parte di critica e pubblico. Marc Lee del The Daily Telegraph diede cinque stelle su cinque al concerto concludendo che Celebration Day era "una vera celebrazione del rock and roll alla massima potenza e magnificenza".

## Album
Il 19 novembre 2012 Celebration Day è stato pubblicato in diversi formati: 2 CD audio, 2 CD audio + 1 DVD (o Blu-ray), 2 CD audio + 2 DVD (o Blu-ray), e successivamente anche triplo LP in vinile (quest'ultima versione pubblicata il 14 febbraio). La versione deluxe include un video con immagini riprese durante le prove del concerto a Shepperton e nuove immagini dall'archivio della BBC.
La pubblicazione venne accolta da ottime recensioni, che fecero notare quanto i membri del gruppo, seppure invecchiati, sapessero ancora intrattenere il pubblico come ai vecchi tempi. In particolare Kerrang! assegnò il massimo punteggio di votazione a Celebration Day, commentando che l'album è «un meraviglioso documento di un gran concerto». In termine di vendite, il disco debuttò alla nona posizione della classifica statunitense Billboard 200.

## Tracce

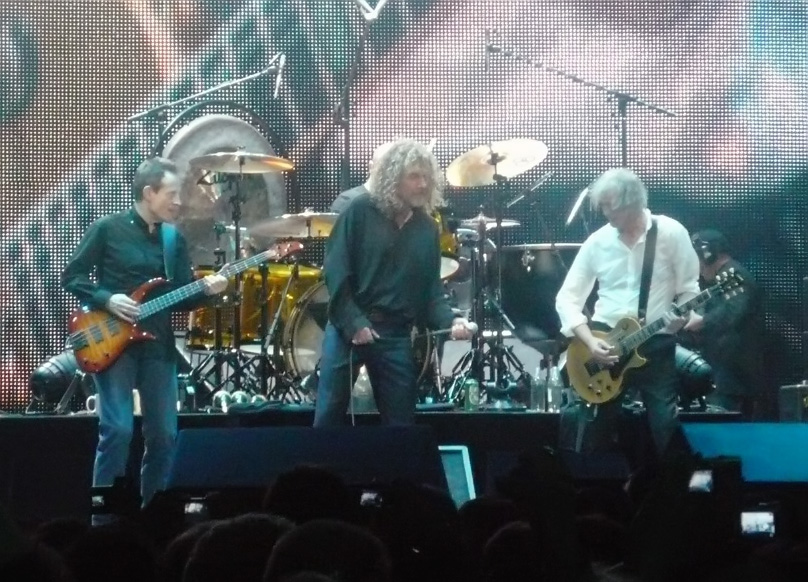
Jones, Plant e Page sul palco dell'O2 Arena di Londra nel 2007

1. Good Times Bad Times – 3:12 (Jimmy Page, John Paul Jones, John Bonham)
2. Ramble On – 5:44 (Jimmy Page, Robert Plant)
3. Black Dog – 5:53 (Jimmy Page, Robert Plant, John Paul Jones)
4. In My Time of Dying – 11:08 (Jimmy Page, Robert Plant, John Paul Jones, John Bonham)
5. For Your Life – 6:42 (Jimmy Page, Robert Plant)
6. Trampled Under Foot – 6:19 (Jimmy Page, Robert Plant, John Paul Jones)
7. Nobody's Fault but Mine – 6:43 (Jimmy Page, Robert Plant)
8. No Quarter – 9:19 (Jimmy Page, Robert Plant, John Paul Jones)
9. Since I've Been Loving You – 7:51 (Jimmy Page, Robert Plant, John Paul Jones)
10. Dazed and Confused – 11:43 (Jimmy Page; ispirato da Jake Holmes)
11. Stairway to Heaven – 8:49 (Jimmy Page, Robert Plant)
12. The Song Remains the Same – 5:46 (Jimmy Page, Robert Plant)
13. Misty Mountain Hop – 5:08 (Jimmy Page, Robert Plant, John Paul Jones)
14. Kashmir – 9:06 (Jimmy Page, Robert Plant, John Bonham)
15. Whole Lotta Love – 7:26 (Jimmy Page, Robert Plant, John Paul Jones, John Bonham, Willie Dixon)
16. Rock and Roll – 4:33 (Jimmy Page, Robert Plant, John Paul Jones, John Bonham)

## Formazione
Gruppo
- Robert Plant – voce, tamburello (traccia 4), armonica a bocca (traccia 7)
- Jimmy Page – chitarra
- John Paul Jones – basso, tastiera

Altri musicisti
- Jason Bonham – batteria, percussioni; cori (tracce 1 e 13)

## Classifiche
| Classifica (2012)          | Posizione massima |
| -------------------------- | ----------------- |
| Australia                  | 3                 |
| Austria                    | 3                 |
| Belgio (Fiandre)           | 5                 |
| Belgio (Vallonia)          | 6                 |
| Canada                     | 4                 |
| Danimarca                  | 4                 |
| Finlandia                  | 6                 |
| Francia                    | 9                 |
| Germania                   | 1                 |
| Italia                     | 5                 |
| Norvegia                   | 2                 |
| Nuova Zelanda              | 1                 |
| Paesi Bassi                | 2                 |
| Portogallo                 | 9                 |
| Regno Unito                | 4                 |
| Regno Unito (rock & metal) | 1                 |
| Spagna                     | 15                |
| Stati Uniti                | 9                 |
| Stati Uniti (hard rock)    | 1                 |
| Stati Uniti (rock)         | 3                 |
| Stati Uniti (tastemaker)   | 1                 |
| Svezia                     | 2                 |
| Svizzera                   | 3                 |